# Дуракович, Нияз
Нияз Дуракович (сербохорв. Nijaz Duraković, 1 января 1949, Столац, Социалистическая Федеративная Республика Югославия — 29 января 2012, Сараево, Босния и Герцеговина) — югославский боснийский учёный и государственный деятель, председатель ЦК Союза коммунистов Боснии и Герцеговины (1989—1990).

## Биография
Доктор социологии, преподавал на факультете политических наук Университета Сараево.
- 1989—1990 гг. — председатель ЦК Союза коммунистов Боснии и Герцеговины,
- 1990—1997 гг. — председатель Социал-демократической партии Боснии и Герцеговины,
- 1992 г. — член Военного президента Республики Боснии и Герцеговины.

Автор 16 книг и более 200 научных статей, его самая известная работа — «Проклятие мусульман» (Prokletstvo Muslimana).